# Prattův model

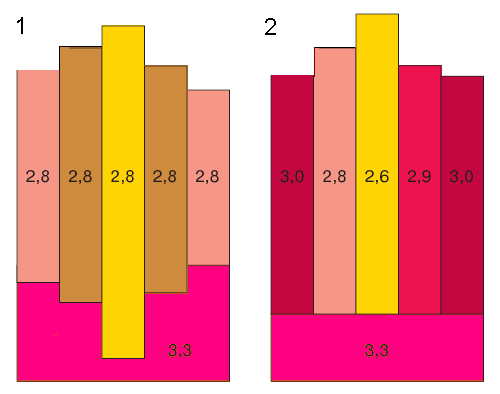
Airyho (vlevo) a Prattův (vpravo) model izostáze

Prattův model je teoretický model používaný v deskové tektonice, který popisuje chování litosférických desek na plastické astenosféře. Model předpokládá, že zemská kůra je tvořena jednotlivými bloky, které mají různou hustotu, což ovlivňuje jejich „plavbu“ na podložní vrstvě. Bloky o nízké hustotě vystupují výše, než hustší bloky, které jsou ponořeny více. Méně husté bloky se podle tohoto modelu vyznačují vysokou topografií.
Analogicky se model často připodoňuje k chování špalků dřeva o různé hustotě ve vodě.
Podle pozorování a simulací se zjistilo, že Prattův model není ojedinělým vysvětlením, jak se litosférické bloky chovají. Druhým model je Airyho, který ovlivňuje chování bloku z větší části, ale nikoliv však zcela dominantně.